# Formica cinereofusca
Formica cinereofusca é uma espécie de formiga do gênero Formica, pertencente à subfamília Formicinae.